# Herb gminy Kobiór
Herb gminy Kobiór – symbol gminy Kobiór, ustanowiony 12 lipca 1996.

## Wygląd i symbolika
Herb przedstawia na tarczy w polu błękitnym popiersie świętego Urbana I, patrona gminy w szacie srebrnej, papieskiej tiarze, z krzyżem papieskim i nimbem złotym.